# Aleksandr Ciurupa

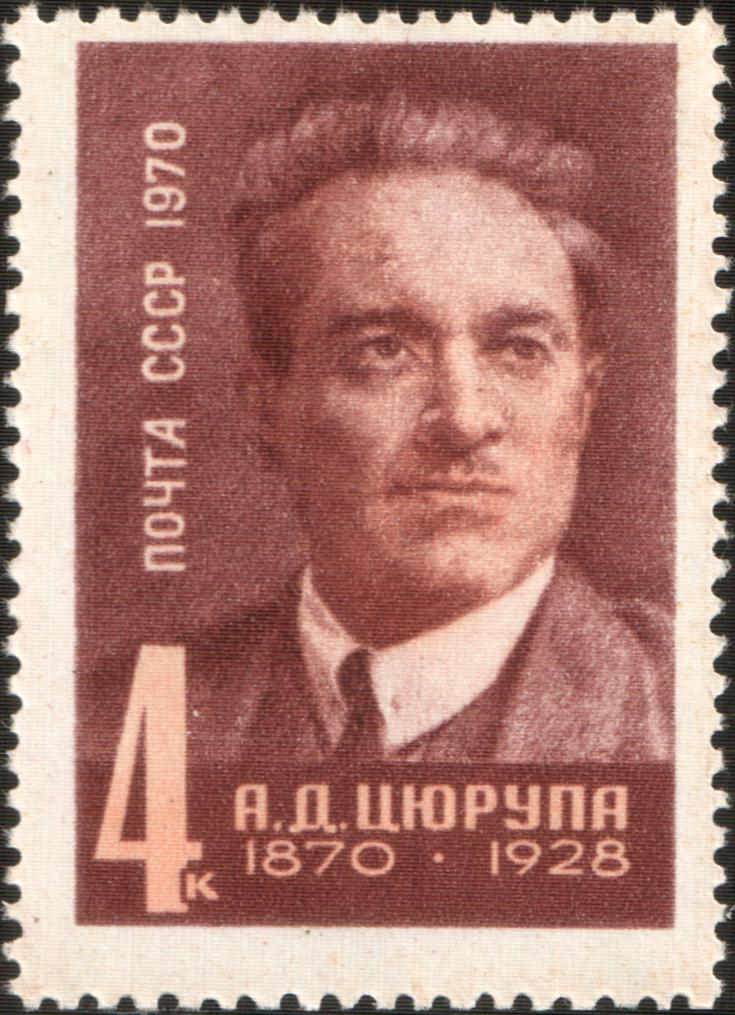
Aleksandr Ciurupa na znaczku Poczty ZSRR

Aleksandr Dmitrijewicz Ciurupa (ros. Алекса́ндр Дми́триевич Цюру́па, ur. 19 września?/1 października 1870 w Aleszkach w guberni taurydzkiej, zm. 8 maja 1928 we wsi Muchałatka w Krymskiej ASRR) – rewolucjonista, bolszewik, zastępca przewodniczącego Rady Komisarzy Ludowych RFSRR (1921–1924).

## Życiorys
Ukrainiec. W latach 1887–1893 uczył się w szkole rolniczej w Chersoniu. W 1893 aresztowany i zwolniony, w 1895 ponownie aresztowany i zwolniony,  w 1898 wstąpił do SDPRR, po rozłamie w partii związany z frakcją bolszewików. Od 1901 prowadził działalność partyjną w Charkowie, w 1902 aresztowany i w 1903 zesłany do guberni ołonieckiej, wkrótce zwolniony, w latach 1908–1917 pracował jako agronom w Ufie,  w marcu 1917 członek Prezydium Ufijskiego Komitetu SDPRR(b), przewodniczący ufijskiego gubernialnego komitetu żywnościowego i miejskiej dumy w Ufie. W listopadzie 1917 członek ufijskiego komitetu wojskowo-rewolucyjnego, od listopada 1917 do 25 lutego 1918 zastępca ludowego komisarza żywności RFSRR, od 25 lutego 1918 do 2 grudnia 1921 ludowy komisarz żywności RFSRR, w latach 1918–1921 komisarz armii rekwirującej żywność Ludowego Komisariatu Żywności RFSRR. Od 2 grudnia 1921 do 2 lutego 1924 zastępca przewodniczącego Rady Komisarzy Ludowych RFSRR, od 2 grudnia 1921 do 17 lipca 1923 zastępca przewodniczącego Rady Pracy i Obrony RFSRR, od 5 maja 1922 do 28 kwietnia 1923 ludowy komisarz inspekcji robotniczo-chłopskiej RFSRR, od 25 kwietnia 1923 do śmierci członek KC RKP(b)/WKP(b), od 6 lipca 1923 do śmierci zastępca przewodniczącego Rady Komisarzy Ludowych i Rady Pracy i Obrony ZSRR. Od 6 lipca 1923 do 18 listopada 1925 przewodniczący Państwowej Komisji Planowania przy Radzie Pracy i Obrony ZSRR, od 18 listopada 1925 do 16 stycznia 1926 ludowy komisarz handlu zagranicznego i wewnętrznego ZSRR.
Pochowany na Cmentarzu przy Murze Kremlowskim. Jego imieniem nazwano jego rodzinne miasto Aleszki (Ciurupińsk) i ulice w Moskwie, Ufie, Chersoniu, Briańsku, Woroneżu, Charkowie i Soczi.